# Dunsts öppning
Den här artikeln använder algebraisk schacknotation för att beskriva schackdragen.
Dunsts öppning är en schacköppning som definieras av draget:
1. Sc3
Denna ganska ovanliga öppning har fler namn än någon annan: Heinrichsens öppning, Baltisk öppning, van Geets öppning, Sleipnirs öppning, Kotrčs öppning, Meštrovićs öppning, Rumänsk öppning, Damspringarattacken, Damspringaröppningen, Millards öppning, Springaren till vänster och (på tyska) der Linksspringer.

## Varianter
Svarts vanligaste svar på Dunsts öppning är 1...d5 och 1...c5. Efter 1...d5 spelar vit nästan alltid 2.d4 eller 2.e4 för att få kontroll över centrum. Efter 1...c5 är vits bästa drag 2.e4, varefter vit har ganska bra kontroll över centrum. 2.d4 är ett sällsyntare drag, och kan leda till 2...cxd4 3.Dxd4 Sc6 4.Dh4, Novosibirsks öppning.
Några mindre vanligare drag för svart är 1...e5, 1...Sf6 och 1...g6. Varianten 1...e5 2.a3 kallas Battambangs öppning.

## Partiexempel
Vit: Maia Chiburdanidze 
Svart: Nigel Short
Dortmund 1983
1.Sc3 d5 2.e4 dxe4 3.Sxe4 Sf6 4.Sxf6 gxf6 5.d4 c6 6.Le2 Dc7 7.Sf3 Lg4 8.c4 e6 9.O-O Sd7 10.d5 O-O-O 11.dxe6 Se5 12.Sd2 Lxe6 13.Da4 Tg8 14.Se4 Lxc4 15.Lh5 Lxf1 16.Kxf1 Sd3 17.Dxa7 De5 18.Le3 Dxe4 19.Da8 Kc7 20.Lb6 Kxb6 21.Dxd8 Kc5 22.b4 Kxb4 23.Lf3 De5 24.Tb1 Sb2 25.Dd2 Ka3 26.Txb2 b5 27.Tb3 Ka4 28.Ld1 1-0 